# Guy-Marie Sallier-Chaumont de La Roche
Guy Marie Sallier-Chaumont de La Roche est un homme politique français né le 31 décembre 1763 à Paris et mort le 18 juin 1839 à Paris.

## Biographie
Conseiller au Parlement de Paris au moment où la Révolution éclate, il prend d'abord parti pour les idées nouvelles, puis se consacre à la littérature, loin des affaires publiques. A la Restauration, il est nommé maitre des requêtes au Conseil d'Etat. Il est député de la Côte-d'Or de 1824 à 1827, siégeant au centre. Il devient conseiller d'Etat sous la Monarchie de Juillet.

## Sources
- « Guy-Marie Sallier-Chaumont de La Roche », dans Adolphe Robert et Gaston Cougny, Dictionnaire des parlementaires français, Edgar Bourloton, 1889-1891 [détail de l’édition]